# Metzgeria
Metzgeria, rod jetrenjarki iz porodice Metzgeriaceae. Navodi se preko 250 vrsta. Rod je opisan 1818.

## Vrste
1. !Metzgeria americana Masuzaki
2. !Metzgeria consanguinea Schiffn.
3. !Metzgeria furcata (L.) Corda
4. !Metzgeria kinabaluensis Masuzaki
5. !Metzgeria leptoneura Spruce
6. !Metzgeria madagassa Steph.
7. !Metzgeria nudifrons Steph.
8. !Metzgeria quadrifaria Steph.
9. !Metzgeria senjoana Masuzaki
10. !Metzgeria setigera R.M. Schust. ex Crand.-Stotl. & L. Söderstr.
11. Metzgeria acuminata Steph.
12. Metzgeria acuta Kuwah.
13. Metzgeria adscendens Steph. ex K.I. Goebel
14. Metzgeria africana Steph.
15. Metzgeria agnewiae Kuwah.
16. Metzgeria albinea Spruce
17. Metzgeria algoides Taylor
18. Metzgeria allanii Steph.
19. Metzgeria allionii Steph.
20. Metzgeria alpina J.J. Engel & R.M. Schust.
21. Metzgeria amakawae Kuwah.
22. Metzgeria angusta Steph.
23. Metzgeria antarctica Steph.
24. Metzgeria arborescens Steph.
25. Metzgeria argentea (Hook. f. & Taylor) Beauverd
26. Metzgeria armitagei Pearson
27. Metzgeria assamica S.C. Srivast.
28. Metzgeria atramentaria Kuwah.
29. Metzgeria atrichoneura Spruce
30. Metzgeria attenuata Steph.
31. Metzgeria aurantiaca Steph.
32. Metzgeria auriculata Grolle & Kuwah.
33. Metzgeria australis Steph.
34. Metzgeria bahiensis Schiffn.
35. Metzgeria bartlettii Kuwah.
36. Metzgeria bialata S. Winkl.
37. Metzgeria bischlerae Kuwah.
38. Metzgeria boliviana Steph.
39. Metzgeria borneensis Kuwah.
40. Metzgeria bracteata Spruce
41. Metzgeria bractifera Rakestraw & L. Clark
42. Metzgeria brasiliensis Schiffn.
43. Metzgeria brevialata Steph.
44. Metzgeria breviseta Steph.
45. Metzgeria brunnthaleri Steph.
46. Metzgeria bystroemii S.W. Arnell
47. Metzgeria caledonica Steph.
48. Metzgeria camerunensis Steph.
49. Metzgeria campbelliensis Kuwah.
50. Metzgeria capensis S.W. Arnell
51. Metzgeria chilensis Steph.
52. Metzgeria ciliata Raddi
53. Metzgeria ciliifera (Schwein.) Frye & L. Clark
54. Metzgeria claviflora Spruce
55. Metzgeria clavipila Steph.
56. Metzgeria cleefii Kuwah.
57. Metzgeria colensoi Steph.
58. Metzgeria comata Steph.
59. Metzgeria concavula Pearson
60. Metzgeria conjugata Lindb.
61. Metzgeria convexa Vanden Berghen
62. Metzgeria convoluta Steph.
63. Metzgeria coorgensis S.C. Srivast. & S. Srivast.
64. Metzgeria corralensis Steph.
65. Metzgeria crassicostata Steph.
66. Metzgeria crassipaginula Kuwah.
67. Metzgeria crassipilis (Lindb.) A. Evans
68. Metzgeria cratoneura Schiffn.
69. Metzgeria crenata Steph.
70. Metzgeria crenatiformis Schiffn.
71. Metzgeria crispula Herzog
72. Metzgeria cristata Steph.
73. Metzgeria cristatissima Herzog
74. Metzgeria curviseta Steph.
75. Metzgeria cylindra Kuwah.
76. Metzgeria darjeelingensis Kuwah.
77. Metzgeria decipiens (C. Massal.) Schiffn.
78. Metzgeria decrescens Steph.
79. Metzgeria densiseta Steph.
80. Metzgeria dichotoma (Sw.) Nees
81. Metzgeria disciformis A. Evans
82. Metzgeria divaricata A. Evans
83. Metzgeria dorsipara (Herzog) Kuwah.
84. Metzgeria duricosta Steph.
85. Metzgeria dusenii Steph.
86. Metzgeria dussiana Steph.
87. Metzgeria ecuadorensis Kuwah.
88. Metzgeria effusa Steph.
89. Metzgeria elliotii Steph.
90. Metzgeria engelii Kuwah.
91. Metzgeria epiphylla A. Evans
92. Metzgeria eriocaula (Hook.) Gottsche, Lindenb. & Nees
93. Metzgeria faurieana Steph.
94. Metzgeria filicina Mitt.
95. Metzgeria flavovirens Colenso
96. Metzgeria foliicola Schiffn.
97. Metzgeria francana Steph.
98. Metzgeria frontipilis Lindb.
99. Metzgeria fruticola Spruce
100. Metzgeria fucoidea (Sw.) Mont. & Nees
101. Metzgeria fukuokana Kuwah.
102. Metzgeria fuscescens Mitt. ex Steph.
103. Metzgeria gigantea Steph.
104. Metzgeria glaberrima Steph.
105. Metzgeria goebeliana Steph.
106. Metzgeria gracilimascula Kuwah.
107. Metzgeria grandiflora A. Evans
108. Metzgeria grandiretis Schiffn.
109. Metzgeria grollei Kuwah.
110. Metzgeria hamatiformis Schiffn.
111. Metzgeria harae Kuwah.
112. Metzgeria hasselii Kuwah.
113. Metzgeria hattorii Kuwah.
114. Metzgeria hebridensis Steph.
115. Metzgeria hedbergii Vanden Berghen
116. Metzgeria hegewaldii Kuwah.
117. Metzgeria herminieri Schiffn.
118. Metzgeria herzogiana Steph.
119. Metzgeria heteroramea Steph.
120. Metzgeria himalayensis Kashyap
121. Metzgeria hispidissima Steph.
122. Metzgeria holzii Gradst. & Á.R.Benítez
123. Metzgeria howeana Steph.
124. Metzgeria imberbis J.B. Jack & Steph.
125. Metzgeria indica Udar & S.C. Srivast.
126. Metzgeria inflata Steph.
127. Metzgeria innovans Steph.
128. Metzgeria involvens S. Hatt.
129. Metzgeria iwatsukii Kuwah.
130. Metzgeria jackii Steph.
131. Metzgeria jamesonii Kuwah.
132. Metzgeria japonica (S. Hatt.) Kuwah.
133. Metzgeria kanaii Kuwah.
134. Metzgeria kuwaharae Piippo
135. Metzgeria laciniata Kuwah.
136. Metzgeria latifrons Steph.
137. Metzgeria lechleri Steph.
138. Metzgeria leptomitra Spruce
139. Metzgeria liaoningensis C. Gao
140. Metzgeria liebmaniana Lindenb. & Gottsche
141. Metzgeria lilliana Steph.
142. Metzgeria limbatosetosa Steph.
143. Metzgeria lindbergii Schiffn.
144. Metzgeria linearis (Sw.) Austin
145. Metzgeria litoralis J.J. Engel & Kuwah.
146. Metzgeria longifrondis C. Gao
147. Metzgeria longipila Steph.
148. Metzgeria longiseta Steph.
149. Metzgeria longitexta Steph.
150. Metzgeria lucens Steph.
151. Metzgeria lutescens Steph.
152. Metzgeria luzonensis Kuwah.
153. Metzgeria macrocellulosa Kuwah.
154. Metzgeria macrospora Kuwah.
155. Metzgeria macveanii Kuwah.
156. Metzgeria maegdefraui Kuwah.
157. Metzgeria magellanica Schiffn.
158. Metzgeria marginata Steph.
159. Metzgeria marionensis S.W. Arnell
160. Metzgeria mauina Steph.
161. Metzgeria metaensis Kuwah.
162. Metzgeria mexicana Steph.
163. Metzgeria minor (Schiffn.) Kuwah.
164. Metzgeria minuta Kuwah.
165. Metzgeria mitrata Kuwah.
166. Metzgeria mizoramensis Sushil K. Singh & D. Singh
167. Metzgeria molokaiensis Kuwah.
168. Metzgeria monoica Kuwah. & J.J. Engel
169. Metzgeria monticola Kuwah.
170. Metzgeria multifida (L.) Corda
171. Metzgeria multiformis A. Evans
172. Metzgeria myriopoda Lindb.
173. Metzgeria nana Kuwah.
174. Metzgeria neotropica Kuwah.
175. Metzgeria nicomariei A. Veltman & Potg.
176. Metzgeria nilgiriensis S.C. Srivast. & Udar
177. Metzgeria nitida Mitt.
178. Metzgeria novicrassipilis Kuwah.
179. Metzgeria nuda Steph.
180. Metzgeria nudicosta Steph.
181. Metzgeria oceanica Kuwah.
182. Metzgeria oligotricha A. Evans
183. Metzgeria orientalis (Kuwah.) Kuwah.
184. Metzgeria palmata (Hedw.) Corda
185. Metzgeria pandei S.C. Srivast. & Udar
186. Metzgeria papulosa Steph.
187. Metzgeria parviinvolucrata Kuwah.
188. Metzgeria parvipapulosa Kuwah.
189. Metzgeria patagonica Steph.
190. Metzgeria pauciseta Steph.
191. Metzgeria pectinata Steph.
192. Metzgeria perrotiana Steph.
193. Metzgeria philippinensis Kuwah.
194. Metzgeria pilosa Steph.
195. Metzgeria pinguis (L.) Corda
196. Metzgeria pinnata Steph.
197. Metzgeria planifrons Steph.
198. Metzgeria planiuscula Spruce
199. Metzgeria poeppigiana (Lehm. & Lindenb.) Lindenb.
200. Metzgeria polytricha Spruce
201. Metzgeria prehensilis (Hook. f. & Taylor) Gottsche, Lindenb. & Nees
202. Metzgeria procera Mitt.
203. Metzgeria propagulifera Vanden Berghen
204. Metzgeria psilocraspeda Schiffn.
205. Metzgeria pubescens (Schrank) Raddi
206. Metzgeria pulvinata Steph.
207. Metzgeria quadriseriata A. Evans
208. Metzgeria radicans Steph.
209. Metzgeria raoi S.C. Srivast. & S. Srivast.
210. Metzgeria recurva Steph.
211. Metzgeria renauldii Steph.
212. Metzgeria rigida Lindb.
213. Metzgeria robinsonii Steph.
214. Metzgeria roivainenii Kuwah.
215. Metzgeria rufula Spruce
216. Metzgeria rugulosa Colenso
217. Metzgeria ruwenzorensis Gola
218. Metzgeria rzedowskii H. Rob.
219. Metzgeria saccata Mitt.
220. Metzgeria sandei Schiffn.
221. Metzgeria santessonii S.W. Arnell
222. Metzgeria saxbyi Pearson
223. Metzgeria schiffneri Steph.
224. Metzgeria sclerocosta Kuwah.
225. Metzgeria scobina Mitt.
226. Metzgeria scyphigera A. Evans
227. Metzgeria sharpii Kuwah.
228. Metzgeria sikkimensis S.C. Srivast. & K.K. Rawat
229. Metzgeria simplex Lorb. ex Müll. Frib.
230. Metzgeria sinensis P.C. Chen
231. Metzgeria sinuata Loitl.
232. Metzgeria sparrei Kuwah.
233. Metzgeria spindleri Steph.
234. Metzgeria subaneura Schiffn.
235. Metzgeria subhamata S. Hatt.
236. Metzgeria subinvoluta Steph.
237. Metzgeria submarginata M.L. So
238. Metzgeria subnuda Steph.
239. Metzgeria subscobina Kuwah.
240. Metzgeria subundulata (Austin ex Lindb.) Kuwah.
241. Metzgeria tabularis Steph.
242. Metzgeria temperata Kuwah.
243. Metzgeria terricola Steph.
244. Metzgeria thomeensis Steph.
245. Metzgeria tonsa Herzog
246. Metzgeria tuerckheimii Steph.
247. Metzgeria tusui Gola
248. Metzgeria uleana Steph.
249. Metzgeria uncigera A. Evans
250. Metzgeria undulata Kuwah.
251. Metzgeria vandenberghenii Kuwah.
252. Metzgeria villosicosta Steph.
253. Metzgeria violacea (Ach.) Dumort.
254. Metzgeria vittii Kuwah.
255. Metzgeria vivipara A. Evans
256. Metzgeria wallisiana Steph.
257. Metzgeria warnstorffii Steph.
258. Metzgeria wattsiana Steph.